# Saint Kitts i Nevis
Saint Kitts i Nevis, Federacja Saint Kitts i Nevis (ang. Saint Kitts and Nevis, Federation of Saint Kitts and Nevis); także jako Saint Christopher i Nevis, Federacja Saint Christopher i Nevis (ang. Saint Christopher and Nevis, Federation of Saint Christopher and Nevis) – państwo w Ameryce Środkowej na Morzu Karaibskim.

## Ustrój polityczny
Saint Kitts i Nevis jest oficjalnie monarchią konstytucyjną. Obowiązuje konstytucja z 19 września 1983. Głową państwa jest brytyjski monarcha reprezentowany przez gubernatora generalnego. Władza ustawodawcza należy do parlamentu składającego się z 14 deputowanych wybieranych na 5-letnią kadencję. 11 wybiera się w wyborach powszechnych, a 3 jest mianowanych przez gubernatora (2 na wniosek premiera i 1 lidera opozycji). Władzą wykonawczą jest rząd. Członkowie są mianowani przez gubernatora spośród deputowanych parlamentu. Wyspa Nevis ma własne władze ustawodawcze i wykonawcze. Główne partie polityczne: Partia Pracy Saint Kitts i Nevis, Ruch Akcji Ludowej, Ludowa Partia Pracy.

## Podział administracyjny
Saint Kitts i Nevis dzieli się na 14 parafii (ang. parish), w tym 9 leżących na Saint Kitts a 5 na Nevis:
1. Christ Church Nichola Town (Saint Kitts)
2. Saint Anne Sandy Point (Saint Kitts)
3. Saint George Basseterre (Saint Kitts)
4. Saint George Gingerland (Nevis)
5. Saint James Windward (Nevis)
6. Saint John Capisterre (Saint Kitts)
7. Saint John Figtree (Nevis)
8. Saint Mary Cayon (Saint Kitts)
9. Saint Paul Capisterre (Saint Kitts)
10. Saint Paul Charlestown (Nevis)
11. Saint Peter Basseterre (Saint Kitts)
12. Saint Thomas Lowland (Nevis)
13. Saint Thomas Middle Island (Saint Kitts)
14. Trinity Palmetto Point (Saint Kitts)

## Geografia

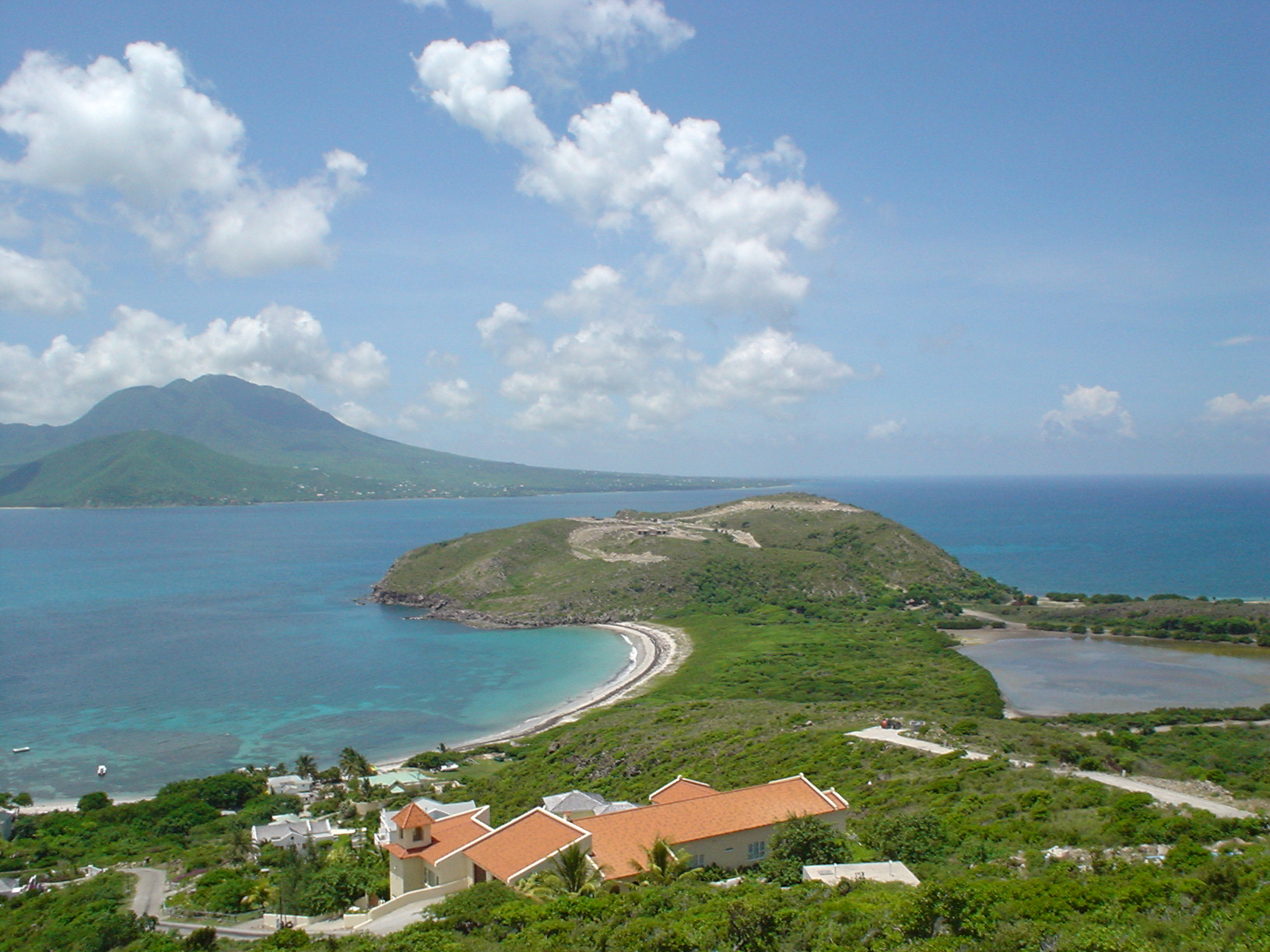
Widok na wyspę Nevis z Saint Kitts

Ze względu na wulkaniczne pochodzenie wyspy są górzyste. Najwyższe wzniesienie na wyspie Saint Kitts to wulkan Mount Liamuiga (1156 m n.p.m.), a na wyspie Nevis góry osiągają wysokość do 985 m (Nevis Peak). W południowej części wyspy St. Kitts rozciąga się długi półwysep ze słonym jeziorem. Wyspy dzieli cieśnina Narrows. Wzdłuż wybrzeży wysp ciągną się rafy koralowe. Klimat jest wilgotny, równikowy, ochładzany przez wiejące z północnego wschodu pasaty. Wiosną i latem wyspy są nawiedzane przez cyklony. Góry są porośnięte lasami równikowymi. Ziemie niżej położone podlegają uprawie. Palmy kokosowe rosną zarówno dziko, jak i na plantacjach. Zwierzęta to głównie ptaki oraz ryby i skorupiaki.

## Historia
W latach 1871–1958 wyspy stanowiły część British Leeward Islands w archipelagu Wysp Nawietrznych. W 1958 roku zostały włączone do Federacji Indii Zachodnich. W 1962 roku po rozpadzie Federacji utrzymały kolonialny charakter. W 1967 roku kolonia Saint Christopher-Nevis-Anguilla uzyskała wewnętrzną autonomię w ramach Brytyjskiej Wspólnoty Narodów. W 1983 roku miało miejsce uzyskanie pełnej niepodległości, lecz wyspy pozostały we Wspólnocie Narodów. W 1992 roku doszło do wystąpień niepodległościowych na wyspie Nevis. W 1995 roku premierem został Denzil Douglas. W 2003 roku sprinter Kim Collins został mistrzem świata w biegu na 100 metrów. W 2004 roku Douglas został wybrany na następną kadencję. W 2015 roku nowym premierem został Timothy Harris.

## Gospodarka
Podstawą gospodarki jest turystyka i rolnictwo. PNB na jednego mieszkańca wynosi 8800 $ (2002).
Walutą obowiązującą jest dolar wschodniokaraibski (EC$). Przemysł jest oparty na produkcji cukru, spirytusu, piwa, papierosów, import obejmuje odzież, obuwie i elektronikę. Turystyka rozwija się równomiernie na obu wyspach. Jedną z atrakcji jest jedyna kolej wąskotorowa na Karaibach, dawna kolej cukrownicza.

## Kultura i sztuka
Literatura ludowa, przekazywana ustnie, wolna od wpływów europejskich. W muzyce dominują rytmy karaibskie. W architekturze wykorzystuje się wzory zaczerpnięte z francuskiego budownictwa kolonialnego.

## Demografia

### Struktura etniczna
Osoby pochodzenia afrykańskiego stanowią 92,5% mieszkańców, biali 2,1%, Hindusi 1,5%, inni 6%, osoby o nieustalonej etniczności 3%.
Za: The World Factbook, 2015.
| (lipiec 2020)            |                                |
| Liczba ludności          | 53 821                         |
| Ludność według wieku     |                                |
| 0–14 lat                 | 19,87%                         |
| 15–24 lat                | 13,46%                         |
| 25–54 lat                | 43,64%                         |
| 55–64 lat                | 13,03%                         |
| ponad 65 lat             | 10%                            |
| Wiek (mediana)           |                                |
| W całej populacji        | 36,5 lat                       |
| Mężczyzn                 | 36,7 lat                       |
| Kobiet                   | 36,3 lat                       |
| Przyrost naturalny       | 0,67%                          |
| Współczynnik urodzeń     | 12,6 urodzin/1000 mieszkańców  |
| Współczynnik zgonów      | 7,3 zgonów/1000 mieszkańców    |
| Współczynnik migracji    | 1,2 migrantów/1000 mieszkańców |
| Ludność według płci      |                                |
| przy narodzeniu          | 1,02 mężczyzn/kobiet           |
| poniżej 15 lat           | 1 mężczyzn/kobiet              |
| 15–24 lat                | 0,94 mężczyzn/kobiet           |
| 25–54 lat                | 1,05 mężczyzn/kobiet           |
| 55–64 lat                | 1,01 mężczyzn/kobiet           |
| powyżej 65 lat           | 0,89 mężczyzn/kobiet           |
| Umieralność noworodków   |                                |
| W całej populacji        | 7,8 śmiertelnych/1000 żywych   |
| płci męskiej             | 5,7 śmiertelnych/1000 żywych   |
| płci żeńskiej            | 10 śmiertelnych/1000 żywych    |
| Oczekiwana długość życia |                                |
| W całej populacji        | 76,6 lat                       |
| Mężczyzn                 | 74,1 lat                       |
| Kobiet                   | 79,1 lat                       |
| Rozrodczość              | 1,77 urodzin/kobietę           |

## Religia
Struktura religijna kraju w 2010 roku według Pew Research Center:
- protestantyzm – 84,1% (gł. anglikanie, metodyści, zielonoświątkowcy, bracia morawscy, adwentyści dnia siódmego i baptyści)  Osobny artykuł: Protestantyzm na Saint Kitts i Nevis.
- katolicyzm – 9,2%
- brak religii – 1,6%
- hinduizm – 1,5%
- inni chrześcijanie – 1,4%  Osobny artykuł: Świadkowie Jehowy na Saint Kitts i Nevis.
- tradycyjne religie plemienne – 1,3%
- islam – 0,3%
- inne religie – 0,6%.